# Kostel svatého Urbana (Vysoká)
Kostel svatého Urbana v obci Vysoká (okres Bruntál) je farní kostel, který byl postaven v letech 1766–1767 a je kulturní památka České republiky.

## Historie
První písemná zmínka o obci Vysoká je z roku 1267. Hřbitovní kostel zasvěcený svatému Urbanovi byl postaven v letech 1766–1767. Kolem kostela je obvodní kamenná zeď z 19. století.
Z Programu obnovy kulturních památek a památkově chráněných nemovitostí Moravskoslezského kraje na rok 2008 bylo uvolněno na opravu střechy kostela sv. Urbana 220 000 Kč. 
Státní zemědělský intervenční fond schválil na základě alokací stanovených Ministerstvem zemědělství ČR v rámci opatření Ochrana a rozvoj kulturního dědictví venkova na obnovu kostela 2 880 000 Kč.
Kostel sv. Urbana patří Římskokatolické farnosti Vysoká u Krnova, Děkanát Krnov. 

## Popis
Jednolodní podélná zděná barokní stavba. Osově přistavěna k průčelí hranolová věž.
Zvon z roku 1674 byl ulitý zvonařem Mathiasem Munzem z Nisy, váha zvonu 500 kg, průměr 75 cm. Nese nápis: DVM. ESSET. ANNO 1674 EGO. RVPTA. IN.WEISSAG. REFVSA. FVI. IN. HONOREM. S. URBANI / PAROCHVS. IONNES. IGNATIVS. SPILLER. HENNERSDORFERNSIS. MATHIIS. MVNSE.GUS. MICH. IN. NEIS.